# امبالا
امبالا (به انگلیسی: Ambala) یک منطقهٔ مسکونی در هند است که در هاریانا واقع شده‌است.

## خصوصیات
امبالا ۱٬۵۶۸٫۸۵ کیلومترمربع مساحت و ۴۰۶٬۷۸۴ نفر جمعیت دارد و ۲۶۴ متر بالاتر از سطح دریا واقع شده‌است.